# Montes Pinaleño
Os Montes Pinaleño são uma cordilhera do sudeste do Arizona, nos Estados Unidos, rodeada pelo deserto de Sonora e deserto de Chihuahua. Os pontos mais altos são cobertos por florestas do tipo alpino. De acordo com  The Nature Conservancy, atravessam cinco comunidades ecológicas e contêm "a maior diversidade de habitats de qualquer cordiheira da América do Norte."  O seu ponto mais alto é o Monte Graham, que atinge 3270 m de altitude. Os montes cobrem 780 km2 e integram a Floresta Nacional Coronado.

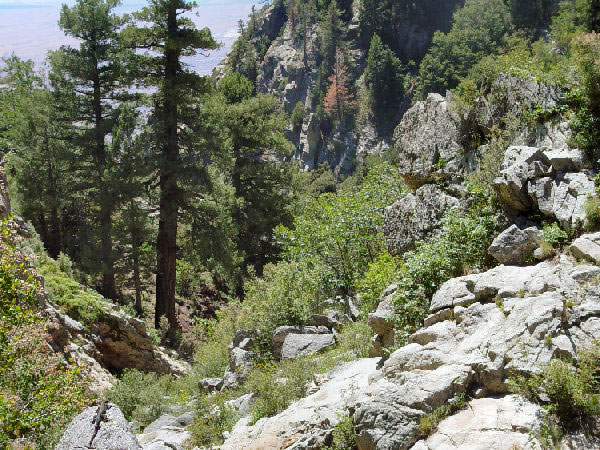
Vista de uma das vertentes sudoeste dos Pinaleños perto de Hospital Flat e Treasure Park.